# Gerichtsamt Lengenfeld

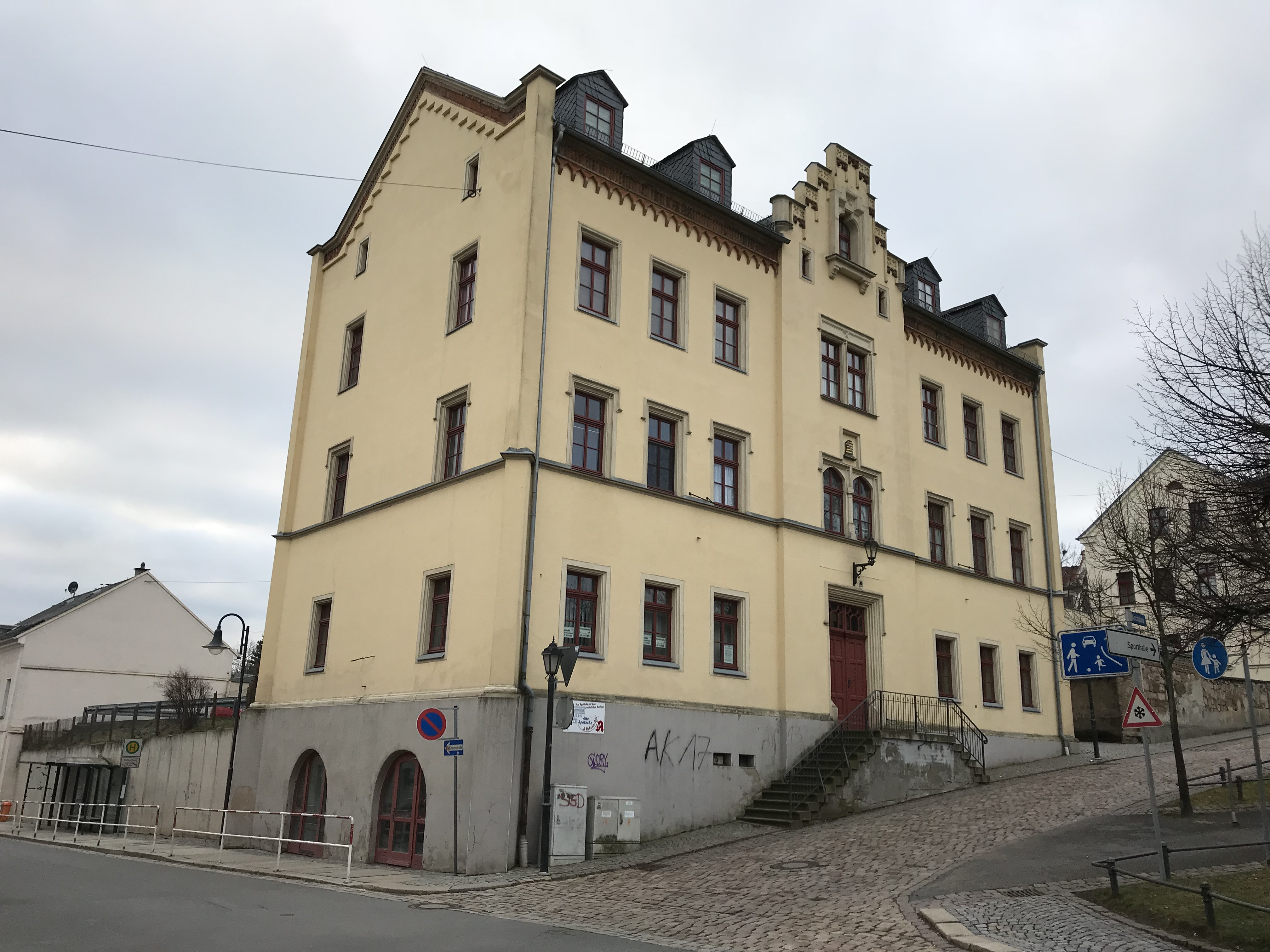
Amtsgericht Lengenfeld (Vogtland)

Das Gerichtsamt Lengenfeld war in den Jahren zwischen 1856 und 1874 die unterste Verwaltungseinheit und von 1856 bis 1879 nach der Abschaffung der Patrimonialgesetzgebung im Königreich Sachsen Eingangsgericht. Es hatte seinen Amtssitz in der Stadt Lengenfeld (Vogtland).

## Geschichte
Im Königreich Sachsen erfolgte die Abschaffung der Patrimonialgesetzgebung durch das Gerichtsverfassungsgesetz vom 11. August 1855.

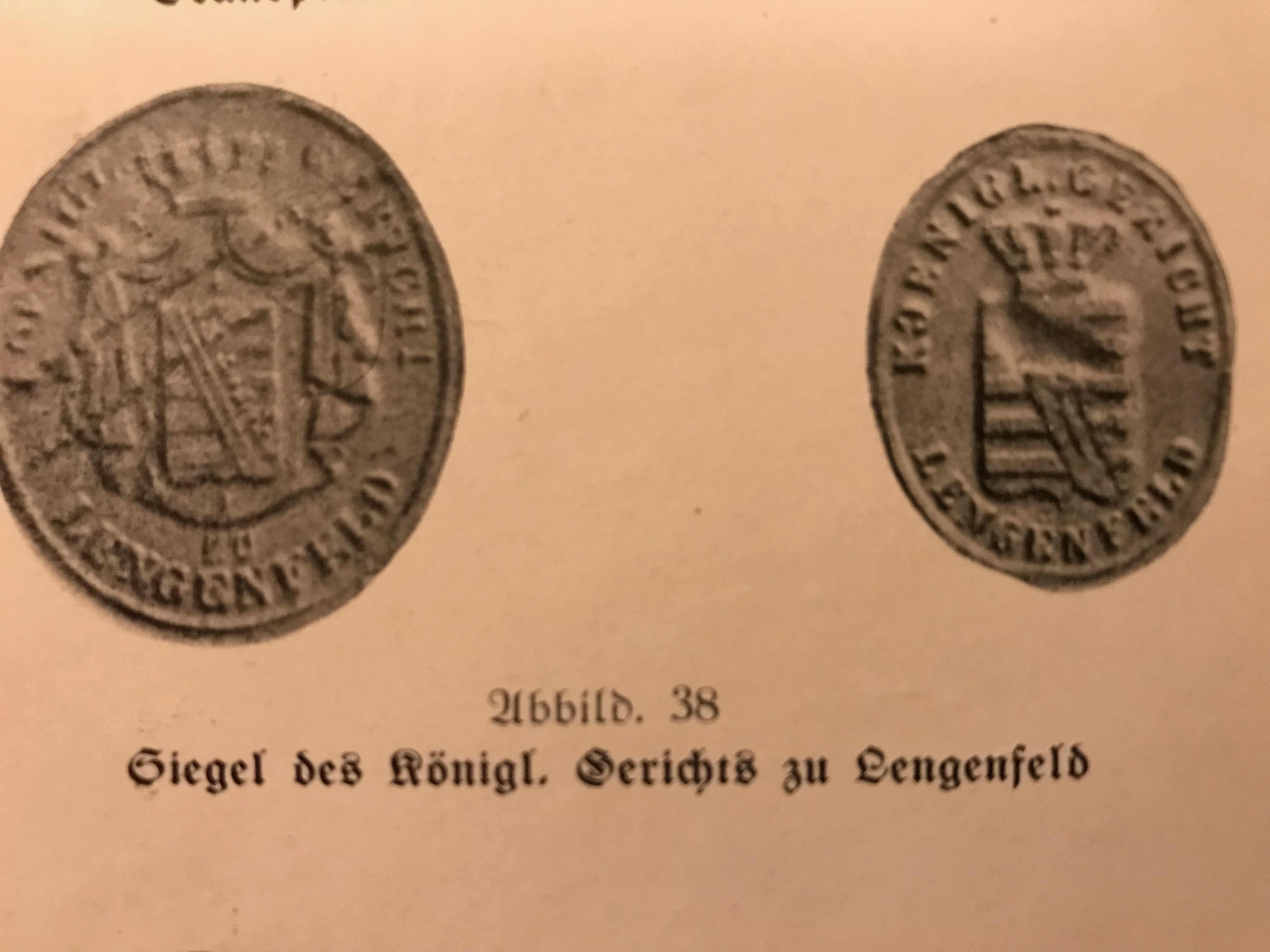
Dienstsiegel

Die Verordnung des Justizministeriums, laut der die vom Besitzer des Mannlehngutes Lengenfeld mit Grün, Karl Friedrich Förster, zur Abtretung an den Staat angebotene Gerichtsbarkeit dieser Besitzung in ihrem bisherigen Umfang übernommen wurde, ist vom 21. Februar 1852 datiert. Die Gerichtsbarkeit wurde fortan durch das königliche Gericht Lengenfeld ausgeübt. Die Eröffnung erfolgte am 10. März 1852, an dem der erste Vorstand, der königliche Justitiar Alexander Emil Römisch in sein Amt eingewiesen wurde. Das in 2 Größen vorhandene Gerichtssiegel zeigt das sächsische Wappen mit der Krone und die Umschrift, koenigl. Gericht zu Lengenfeld.
Laut einer Verordnung des Justizministeriums vom 2. September 1856 über die Bildung der Gerichtsbezirke unterstand das Gerichtsamt Lengenfeld dem Bezirksgericht Zwickau, welches seinerseits zum Bezirk des Appellationsgericht Zwickau gehörte.
Außer Lengenfeld umfasste das Gerichtsamt noch folgende 9 Gerichtsorte: Abhorn, Göltzschhäuser, Grün, Irfersgrün, Pechtelsgrün, Plohn, Röthenbach, Schönbrunn und Waldkirchen. Die Zahl der Gerichtsbefohlenen betrug in der Stadt Lengenfeld 4423, auf dem Lande 3696, im ganzen also 8119 Einwohner. Die Zivil- und Kriminalgerichtsbarkeit innerhalb der Stadt wurde in allen ihren Zweigen von dem Lengenfelder Gerichtsamt verwaltet. Die Polizei und die Polizeigerichtsbarkeit aber stand, mit Ausnahme des Pass- und Fremdenwesens, welches auch das Gerichtsamt verwaltete, dem Stadtrat zu, dem also die gesamte Wohlfahrts-, Sicherheits-, Gewerbe- und Gesindepolizei, sowie das Innungswesen unterstand.
Seitdem das bisherige königliche Gericht als königliches Gerichtsamt bezeichnet wurde, führte sein Vorstand den Titel Gerichtshauptmann.
Das Gerichtsamt Lengenfeld wurde im Jahr 1874 Teil der neugeschaffenen Amtshauptmannschaft Auerbach. Mit der Abgabe der Verwaltungsaufgaben an die Amtshauptmannschaft wurde es zu einem reinen Gericht.
Das Gerichtsamt wurde 1879 auf Grund des Gerichtsverfassungsgesetzes für das Deutsche Reich in das Amtsgericht Lengenfeld umgewandelt.

## Gerichtsgebäude
Das Gerichtsamtsgebäude (Kirchplatz 1) wurde um 1870 erbaut. Dieses wurde später vom Amtsgericht genutzt. Der ortsbildprägende Putzbau mit aufwändiger Fassadengliederung mit neugotischen und klassizistischen Elementen ist ein markanter Bestandteil der Kirchplatzbebauung und steht aufgrund seiner regionalhistorischen und baugeschichtlichen Bedeutung unter Denkmalschutz.